# Queratomileusis
Queratomileusis es la corrección quirúrgica del estado refractivo de la córnea realizado levantando la superficie delantera del ojo formando una fina capa con bisagras debajo de la cual la forma de la córnea es cambiada por medio del laser excimer u otro dispositivo quirúrgico. 
Un microquerátomo se utiliza generalmente para cortar la capa, pero un láser femtosegundo se puede también utilizar para darle forma. Antes de la llegada del láser excimer, la queratomileusis era realizada usando un criolato, que congela finas capas del tejido córneo y luego las corta como se corta la lente de unas gafas. Después de descongelar, estas nuevas capas son colocadas debajo de la superficie delantera para conseguir la mejora visual. 
Actualmente, el procedimiento LASIK es uno de los más utilizados para realizar la queratomileusis.
- Datos: Q564829